# Князь Ігор (опера)

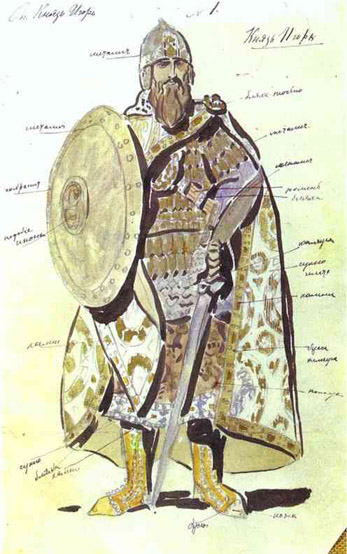
Ескіз костюма князя Ігоря, 1909, Костянтин Коровін

«Князь Ігор» (рос. Князь Игорь ) — опера  на 4 дії з прологом російського композитора Олександра Бородіна. Джерелом для лібрето, написаного самим автором за участю Володимира Стасова, послужив пам'ятник давньоруської літератури "Слово о полку Ігоревім", що розповідає про невдалий похід князя Ігоря проти половців. Прем'єра опери відбулася 23 жовтня (4 листопада) 1890 р. в петербурзькому Маріїнському театрі.

## Історія створення
Сюжет опери запропонував композиторові В. Стасов 18 квітня 1869 р. на музичному вечорі у Л. І. Шестакової. О. П. Бородін зацікавився та узявся за роботу, побував в околицях Путивля, вивчав історичні й музичні джерела, пов'язані з описуваним часом. Опера писалася упродовж 18 років, але в 1887 р. композитор помер і опера залишилася незакінченою. За чернетками О. П. Бородіна роботу завершили Олександр Глазунов і Микола Римський-Корсаков. О. К. Глазунов по пам'яті відновив увертюру, яку він чув у авторському виконанні на фортепіано, закінчив й оркестрував третю дію. М. А. Корсаков оркестрував пролог, першу, другу й четверту дії й половецький марш. Прем'єра опери пройшла з великим успіхом 23 жовтня (4 листопада) 1890 р. в Петербурзі на сцені Маріїнського театру під орудою Карла Кучери. Заголовну партію виконав Іван Мельников.

## Характеристика
«Князь Ігор» — народно-епічна опера. Сам композитор указував на її близькість до опери «Руслан і Людмила» Михайла Глінки. Епічний склад «Ігоря» проявляється в богатирських музичних образах, у масштабності форм, у неквапливому, як у билинах, розгортанні дії.
У великій увертюрі, заснованій на мелодіях опери, протипоставлені образи руських воїнів і половців. Середній епізод малює картину запеклої битви. Могутній хор прологу «Солнцу красному слава» (на справжній текст із «Слова») подібний до суворих, велично-строгих наспівів древніх епічних пісень. Цим хором обрамлена лиховісна оркестрова картина затьмарення й речитативна сцена, у якій змальовані перелякані бояри, стривожена, любляча Ярославівна, грубуватий Галицький і мужньо-непохитний Ігор.
Музика першої картини (перший акт) своїм відчайдушним, розгульним характером різко контрастує настроям прологу. Пісня Галицького «Только б мне дождаться чести» нагадує розгонистий хвацький танець. У хорі дівчат «Ой, лихонько» тонко відтворені особливості жалібних народних голосінь. З напускною важливістю звучить грубувато-комічна пісня блазнів «Что у князя да Владимира».
У другій картині рельєфно обкреслений образ чарівно жіночної, але вольової Ярославни. В аріозо «Немало времени прошло с тех пор» виражена її туга й тривожні передчуття; стримана за характером музика поступово набуває схвильованого характеру. Далі дія драматизується, досягаючи найбільшої напруженості в сцені Ярославівни з боярами. Хори бояр «Мужайся, княгиня» і «Нам, княгиня, не впервой» повні суворої, грізної сили.
Другий акт присвячений картинам половецького стану. У каватині Кончаківни «Меркнет свет дневной» чуються любовні заклики, жагуче томління, почуттєва млість. Поезією юнацької любові, зачаруванням розкішної південної ночі овіяна каватина Володимира «Медленно день угасал». Арія Ігоря «Ни сна, ни отдыха» — багатогранний портрет головного героя; тут відбиті й сумні думи про долю батьківщини, і жагуче бажання волі, і почуття любові до Ярославни. Владним, жорстоким і великодушним з'являється хан Кончак у своїй арії «Здоров ли, князь?». Акт завершується барвистими сценами танців, супроводжуваних хором.
У третьому акті (у постановках цей акт звичайно випускається) у зображенні половців на перший план виступають войовничість і жорстокість.
У четвертому акті музика розвивається від скорботи до загальної радості. Глибокий сум чується в аріозо Ярославни «Ах, плачу я», близькому народним голосінням. Аріозо виливається в народний плач-хор селян «Ох, не буйный ветер завывал», який звучить як справжня російська протяжлива пісня. Закінчується опера урочистим фінальним хором «Знать, Господь мольбы услышал».